# Юліан Стахевич
Юліан Стахевич (пол. Julian Stachiewicz; 26 липня 1890, Лемберг — 20 вересня 1934, Варшава) — польський офіцер і військовий історик, бригадний генерал.

## Біографія
Син лікаря Теофіла Стахевича та Анели, уродженої Кірхмаєр. Він був старшим братом Вацлава Стахевича та двоюрідним братом Єжи Кірхмаєра. Він здобув освіту та був активним членом Львівської стрільницької асоціації. У 1908 році він закінчив Імператорсько-Королівську V гімназію у Лемберзі та з відзнакою склав іспит про закінчення середньої школи. Потім він чотири роки навчався на філософському факультеті Ягеллонського університету (провалив випускні іспити). Він був членом Активної бойової асоціації та активним членом Академічного туристичного клубу у Львові. Закінчив Ягеллонський університет (1912), Курси офіцерів Генерального штабу Австро-Угорщини (1917) та Центр артилерійських досліджень (1919).
З 1914 по 1917 рік служив у польських легіонах. Після Кризи присяги він перейшов на підпільну роботу, обіймаючи, серед іншого, посаду начальника штабу Головного командування Польської військової організації. У листопаді 1918 року йому було доручено командувати підрозділом, відправленим з Кракова до Перемишля для захисту від українців.
У 1919 році він став начальником штабу Головного командування Великопольської армії, після чого був призначений до III відділу Верховного командування, де у березні 1920 року обійняв посаду начальника штабу. У серпні 1920 року його було призначено начальником штабу Ставки Головнокомандувача. Він недовго командував 65-м піхотним полком, після чого служив начальником штабу Центрального фронту, а з вересня 1920 року — начальником штабу 6-ї армії. За дорученням Юзефа Пілсудського він разом із Болеславом Венявою-Длугошовським та ад'ютантом начальника держави Станіславом Радзивіллом підготував план Київської операції.
9 травня 1921 року, після закінчення Польсько-радянської війни, його було призначено першим штабним офіцером армійської інспекції № III у Торуні. 9 квітня 1922 року його було призначено командиром 13-ї піхотної дивізії в Рівному. У 1923 році йому було доручено керівництво Військово-історичним бюро Генерального штабу.
31 березня 1924 року президент Республіки Польща Станіслав Войцеховський за клопотанням міністра військових справ генерал-майора Владислава Сікорського присвоїв йому звання бригадного генерала зі старшинством з 1 липня 1923 року та 21-й ранг у корпусі генералів.
За його ініціативою 22 вересня 1928 року було створено Товариство вивчення історії оборони Львова та південно-східних воєводств. У 1928 році він заснував «Історично-військовий огляд» та став генеральним секретарем Інституту вивчення сучасної польської історії. Протягом багатьох років він обіймав посаду президента Товариства військових знань та голови Головної програмної ради Польського радіо. У 1932 році він став членом Комісії з військової історії Польської академії наук і мистецтв.
Помер від туберкульозу. Його поховали на військовому кладовищі Повонзки у Варшаві (ділянка A 5-7-17).

## Сім'я
У 1926 році Юліан Стахевич одружився з Марією (Марилею) Ядвігою, уродженою Савицькою (1892–1972), сестрою генерала Казімежа Савицького, з якою у нього було двоє синів: Мечислав (1917–2020) та Казімеж (1920–2002).

## Нагороди
- Залізний хрест 2-го класу (Прусське королівство; грудень 1915)
- Офіцерський знак «Парасоль»
- Virtuti Militari, срібний хрест (15 березня 1921)
- Орден Почесного легіону
  - кавалер (1921)
  - офіцер
  - командор (1932)
- Орден Відродження Польщі
  - офіцерський хрест (2 травня 1922)
  - командорський хрест (10 листопада 1928)
- Орден Корони Румунії, командорський хрест (19 червня 1922)
- Хрест Хоробрих — нагороджений 4 рази (з них 3 в 1922 році)
- Орден Святого Савви, великий офіцерський хрест (Королівство Югославія; 1929)
- Хрест Незалежності з мечами (6 листопада 1930)
- Золотий хрест Заслуги (19 березня 1931)
- Пам'ятна медаль учаснику війни 1918-1921 років
- Медаль «Десятиліття здобутої незалежності»
- Знак «За вірну службу»
- Орден Зірки Румунії, командорський хрест з мечами